# Индийско-нигерские отношения
Инди́йско-нигери́йские отноше́ния — двусторонние дипломатические отношения между Республикой Индия и Республикой Нигер.

## Общая характеристика стран
|                                                   | Индия                    | Нигер                 |
| ------------------------------------------------- | ------------------------ | --------------------- |
| Площадь (км²)                                     | 3 287 600                | 1 267 000             |
| Столица                                           | Нью-Дели                 | Ниамей                |
| Население (чел.)                                  | 1 344 141 000            | 22 928 000            |
| Государственное устройство                        | федеративное государство | унитарное государство |
| Объём ВВП (номинал) (млрд долл.)                  | 2868,930                 | 12,912                |
| Количество ядерных боеголовок (развёрнутых/всего) | ?/160                    | —                     |
| Численность вооружённых сил                       | 1 458 500                | 5300                  |
| Военный бюджет (млрд долл.)                       | 64,1                     | 0,202                 |
| Добыча нефти (млн т/год)                          | 35,1                     | —                     |
| Добыча угля (млн т/год)                           | 432,652                  | —                     |
| Выплавка стали (млн т/год)                        | 95,6                     | —                     |
| Выплавка алюминия (тыс т/год)                     | 3700                     | —                     |
| Производство цемента (млн т/год)                  | 320                      | —                     |
| Производство электроэнергии (тВт·ч/год)           | 1560,9                   | —                     |

## История
В 1962 году Нигер осудил действия Китайской Народной Республики и поддержал Индию во время Китайско-индийской пограничной войны.
В мае 2009 года Индия открыла посольство в Ниамее и в августе 2010 года первый посол Индии в Нигере вступил в должность. Нигер открыл посольство в Нью-Дели в ноябре 2011 года, а назначил посла в Индии в январе 2012 года.
27—30 октября 2015 года делегация из шести министров во главе с президентом Нигера Махамадой Иссуфу посетил Индию. Иссуфу встретился с премьер-министром Индии Нарендрой Дамодардасом Моди и выразил желание развивать отношения между народами двух стран. Президент Индии, как и премьер-министр, ни разу не посещали Нигер, однако это делали несколько индийских министров.

## Торгово-экономические отношения
Товарооборот между странами за 2015—2016 годы составил 80,48 миллионов долларов, из которых индийский экспорт в Нигер составлял 80,16 миллионов долларов, а импорт из Нигера — лишь 320 тысяч долларов. Основными товарами, экспортируемыми из Индии в Нигер являются пищевые продукты (в особенности, зерновые культуры), лекарственные средства, хлопок, электрическое оборудование, пластмассы. Основными товарами, импортируемыми Индией из Нигера являются обработанные и необработанные шкуры животных, а также свинец.
Однако, товарооборот между странами в действительности несколько больше, так как некоторые нигерийские предприниматели покупают индийские товары в Дубае.

## Гуманитарная помощь Нигеру
Индия оказывает экономическую помощь Нигеру в области здравоохранения и сельского хозяйства, а также гуманитарную помощь за счёт поставки продовольствия и техники в Нигер. В сентябре 2005 года Индия бесплатно поставила в Нигер лекарственные средства, в 2012 году предоставила Правительству Нигера 100 компьютеров и 100 принтеров в рамках усилий по наращиванию потенциала страны. Кроме того, Правительство Индии поставило в Нигер ноутбуки и камеры для развития телевизионной индустрии в Нигере.
К тому же, Индия выдаёт различные кредиты Нигеру. Например, в июле 2005 года Индия выдала Нигеру кредит на 17 миллионов долларов на автобусов, грузовых автомобилей, тракторов и других транспортных средств. В июле 2008 года был выдан кредит на 20 миллионов долларов на электрификацию Нигера, а в июне 2013 года и кредит на 34,5 миллионов долларов на электрификацию 50 деревень в Нигере за счёт солнечной энергии и на постройку солнечной электростанции. В январе 2014 года Индия выделила 25 миллионов долларов на строительство объектов водоснабжения в сельских регионах Нигера, а в 2016 году — 30 миллионов долларов на строительство объектов утилизации твёрдых отходов в городах страны.
Кроме того, Индия оказывает помощь Нигеру в рамках Панафриканского проекта электронной сети, а нигерийские студенты имеют право получать стипендии от индийских высших учебных заведений согласно Индийской программы технического и экономического сотрудничества и Индийскому совету по культурным связям.

## Индийцы в Нигере
По состоянию на декабрь 2016 года, в Нигере проживает 150 граждан Индии, большинство из которых занимается торговлей и гостиничным бизнесом.

## Членство в международных организациях
Индия и Нигер совместно состоят во многих международных организациях. Ниже представлена таблица с датами вступления стран в эти организации.
|                          | Индия | Нигер |
| ------------------------ | ----- | ----- |
| ООН                      | 1945  | 1960  |
| МВФ                      | 1945  | 1963  |
| МБРР                     | 1945  | 1963  |
| Движение неприсоединения | 1961  | 1973  |
| ВТО                      | 1995  | 1996  |